# Gare de Boulainvilliers
Pour les articles homonymes, voir Boulainvilliers.
La gare de Boulainvilliers est une gare ferroviaire française de la ligne d'Ermont - Eaubonne à Champ-de-Mars (VMI), située dans le 16e arrondissement de Paris située dans la rue éponyme.

## Situation ferroviaire
La gare est située au point kilométrique 3,618 de la ligne d'Ermont - Eaubonne à Champ-de-Mars (VMI). Son altitude est de 40 m.

## Histoire

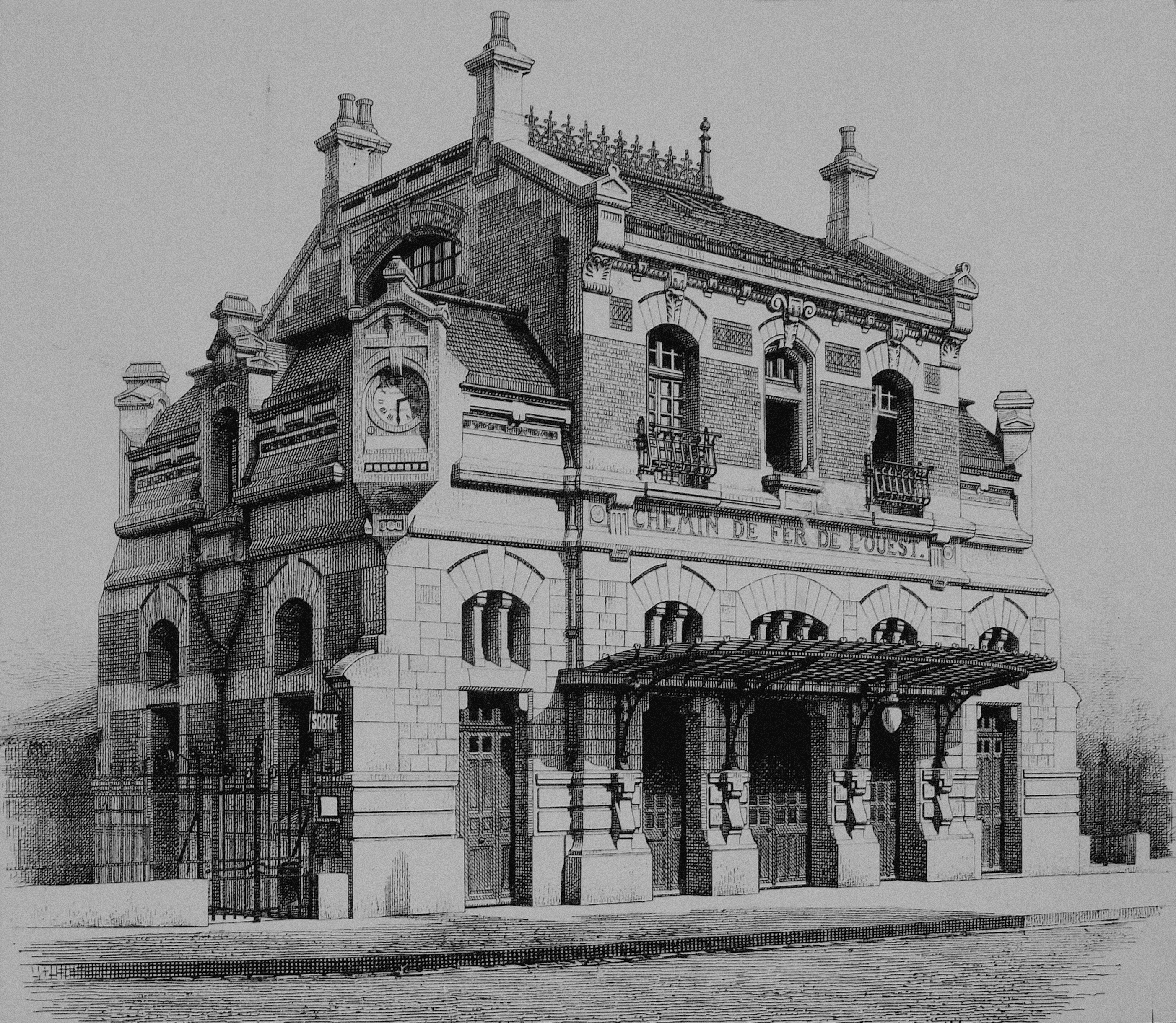
La gare de Boulainvilliers vers 1900.

La gare fait partie du « raccordement de Boulainvilliers » mis en service en avril 1900, avant le début de l'Exposition universelle. Il permet alors de faire circuler des trains entre la gare Saint-Lazare et la gare du Champ de Mars par la ligne d'Auteuil jusqu'à la station Trocadéro, actuelle gare de l'avenue Henri-Martin. La ligne voit passer dix millions de voyageurs prenant le train au Champ-de-Mars entre avril et novembre 1900, transitant le plus souvent par ce raccordement.
En mai 1913, les trains reliant Paris-Saint-Lazare aux Invalides par le raccordement de Boulainvilliers sont limités au Champ-de-Mars, où les voyageurs peuvent emprunter en correspondance un train du service cadencé des Invalides à Versailles – Rive Gauche. Au service d'été 1914, le raccordement ne voit plus circuler que deux trains par heure et par sens en moyenne, sur une amplitude horaire de dix-huit heures.
La difficulté d'approvisionnement en combustible provoque une forte réduction du trafic durant la Première Guerre mondiale. En 1917, le service est suspendu entre Henri-Martin et le Champ-de-Mars, provoquant la suppression des trains correspondants vers Paris-Saint-Lazare. Lorsque les gares de l'avenue de Boulainvilliers et du quai de Passy rouvrent leurs portes le 8 juillet 1919, elles ne sont plus desservies que par une simple navette, assurée par un élément Standard de 1re série, reliant la gare du Champ-de-Mars à celle de l'avenue Henri-Martin en six minutes, imposant de multiples changements aux voyageurs.
Le trafic est suspendu le 1er juin 1924 ; le « raccordement de Boulainvilliers » ne servant plus, jusqu'en 1964, que pour des échanges de matériels roulants avec le dépôt du Champ-de-Mars. À partir de 1964, il est utilisé comme garage provisoire pour du matériel roulant en attente de mise en service, comme les MS 61 du RER A, puis les Z 6400 de la banlieue Saint-Lazare. À la fin des années 1970, il sera intégré au projet de la branche Vallée de Montmorency - Invalides (VMI) du RER C ; la gare de Boulainvilliers rénovée à partir de 1986 sera couverte par une dalle. La nouvelle ligne est mise en service en 1988.
En 2022, selon les estimations de la SNCF, la fréquentation annuelle de la gare est de 2 585 668 voyageurs.
Le 23 janvier 2020, une statue de René Goscinny est inaugurée dans le jardin de la gare, aménagé sur la dalle. Le scénariste de bande dessinée vivait en effet à proximité, rue de Boulainvilliers.

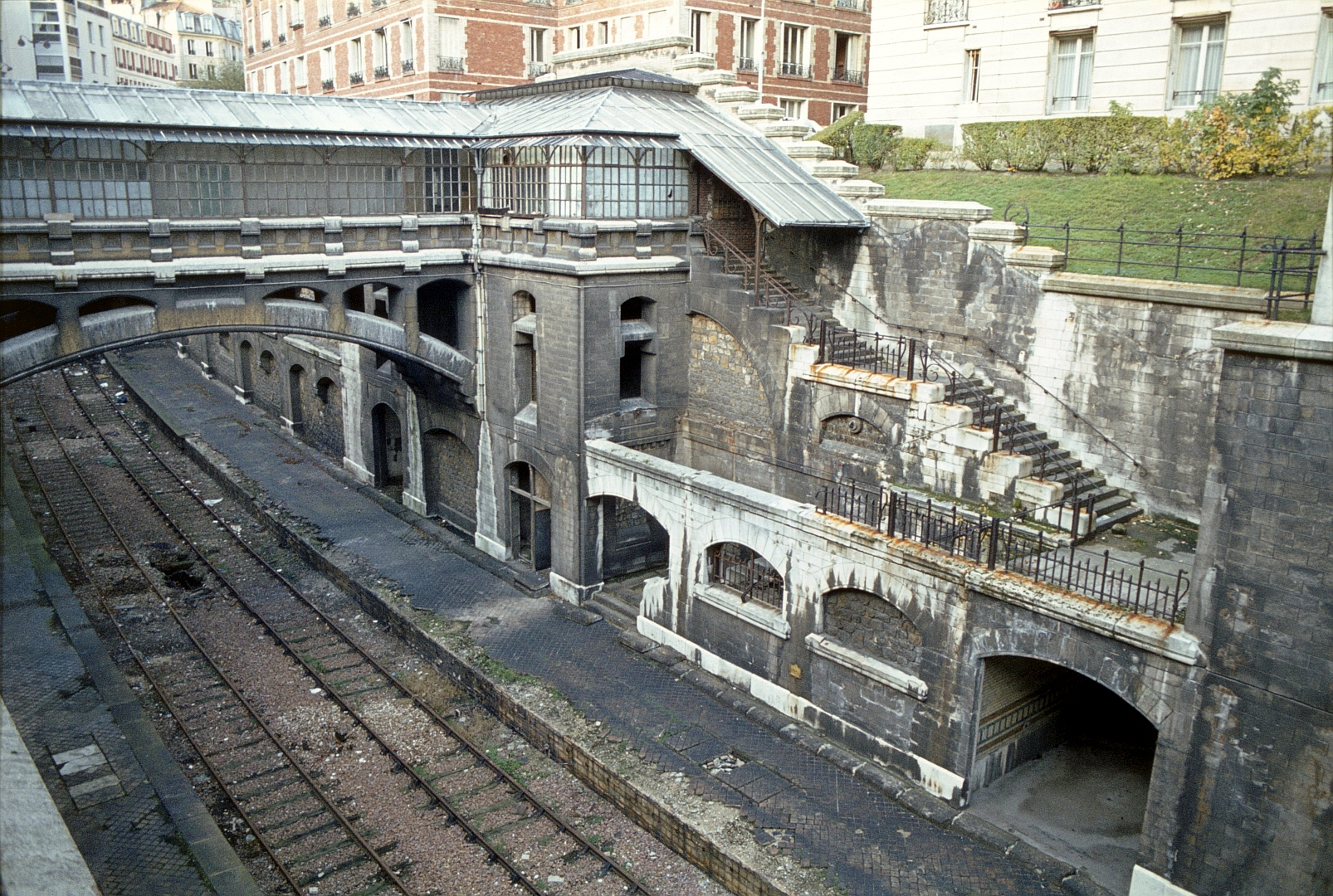
La gare en 1982 avant les travaux du RER C.
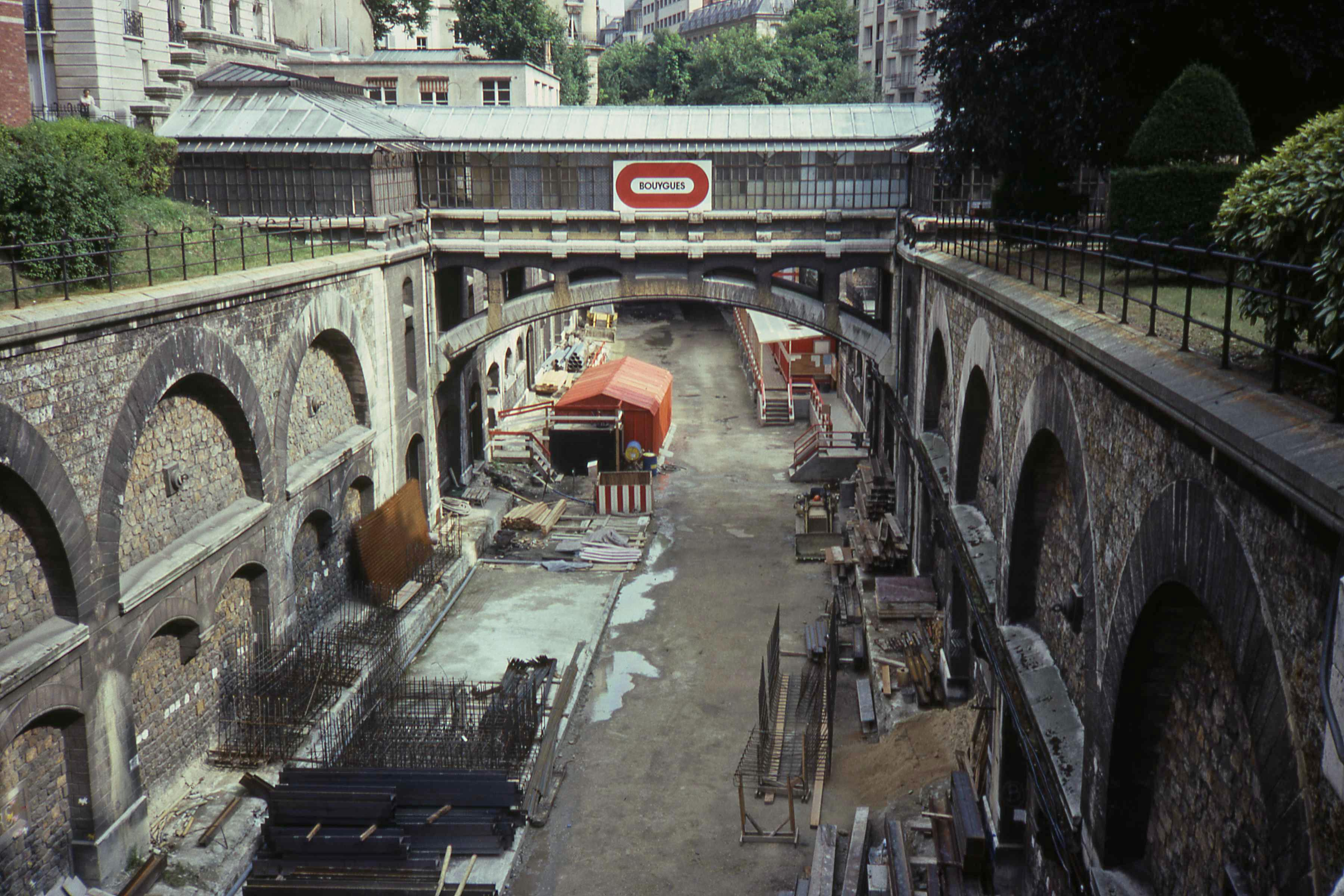
La gare en 1986. Les travaux viennent de débuter, les futurs quais sont encore à ciel ouvert.
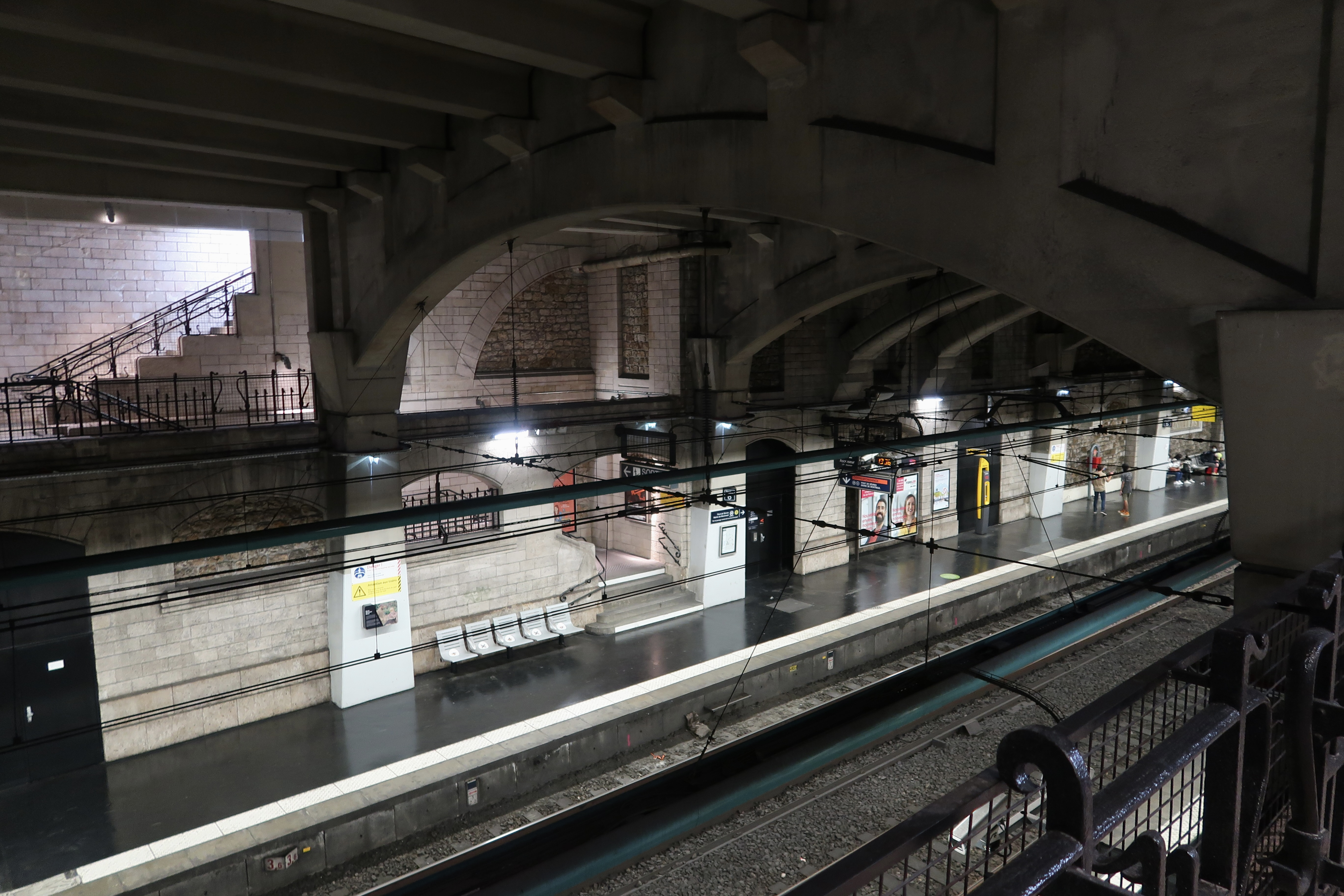
La gare en 2020, couverte par une dalle.
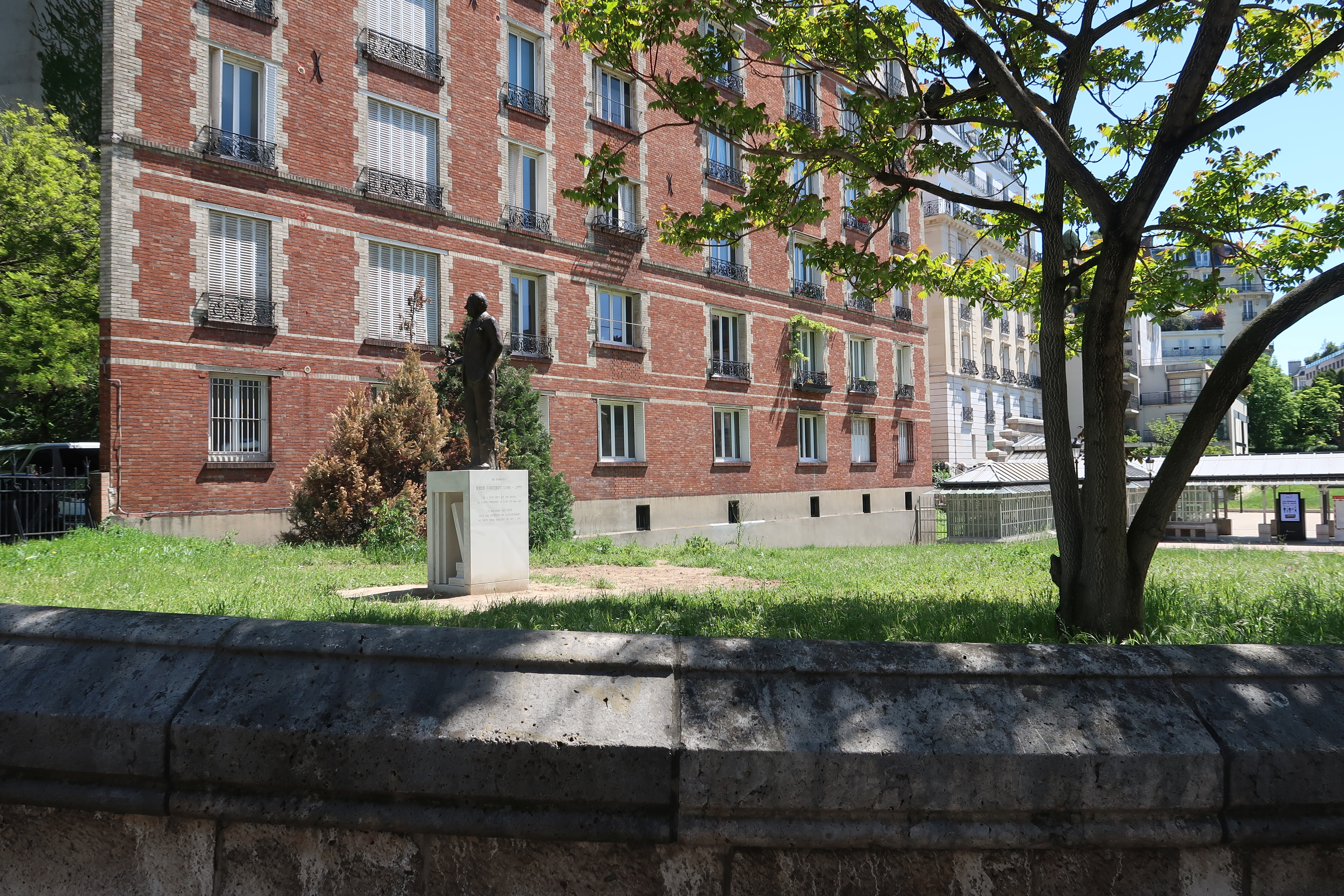
Une partie du jardin avec la statue en arrière-plan.
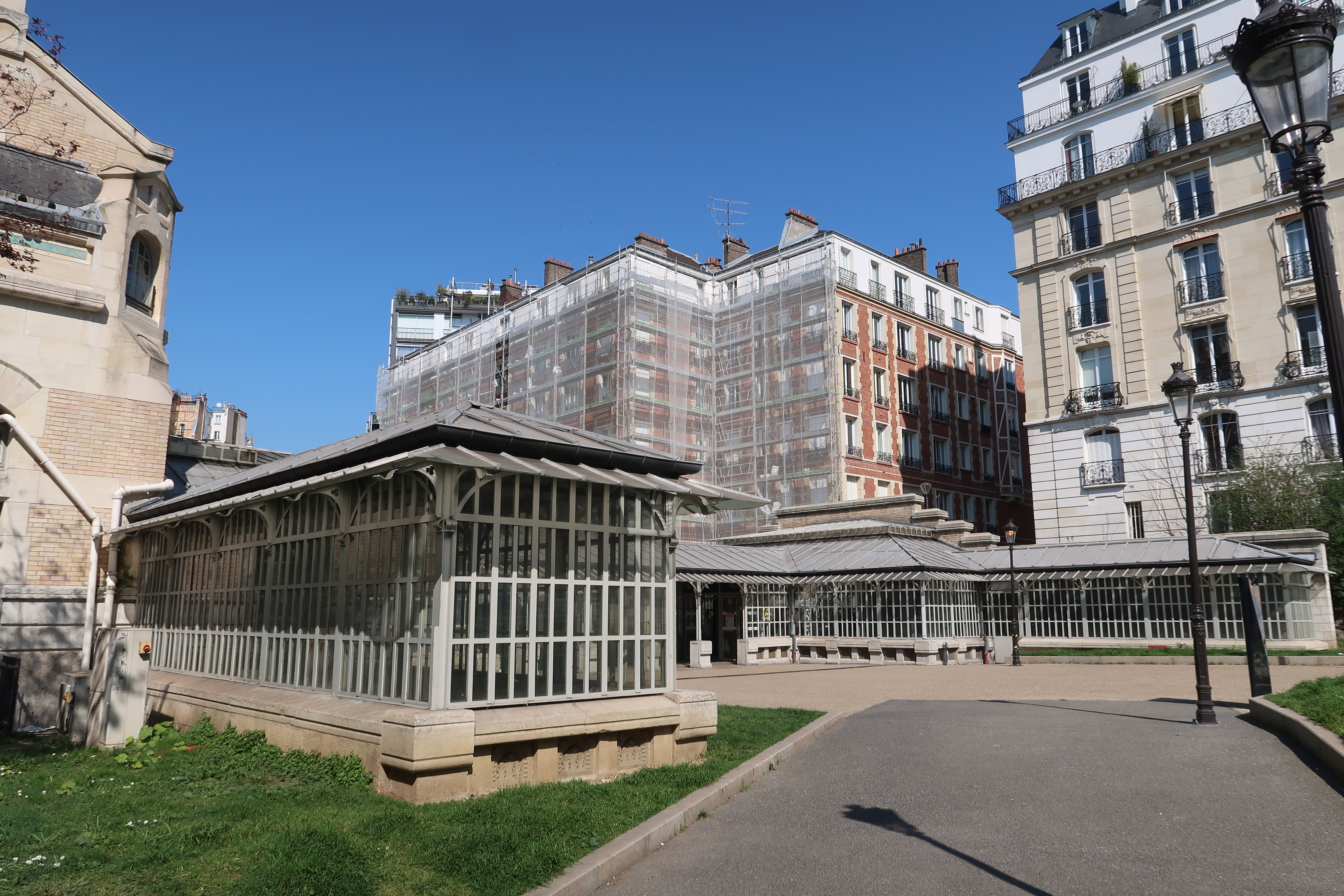
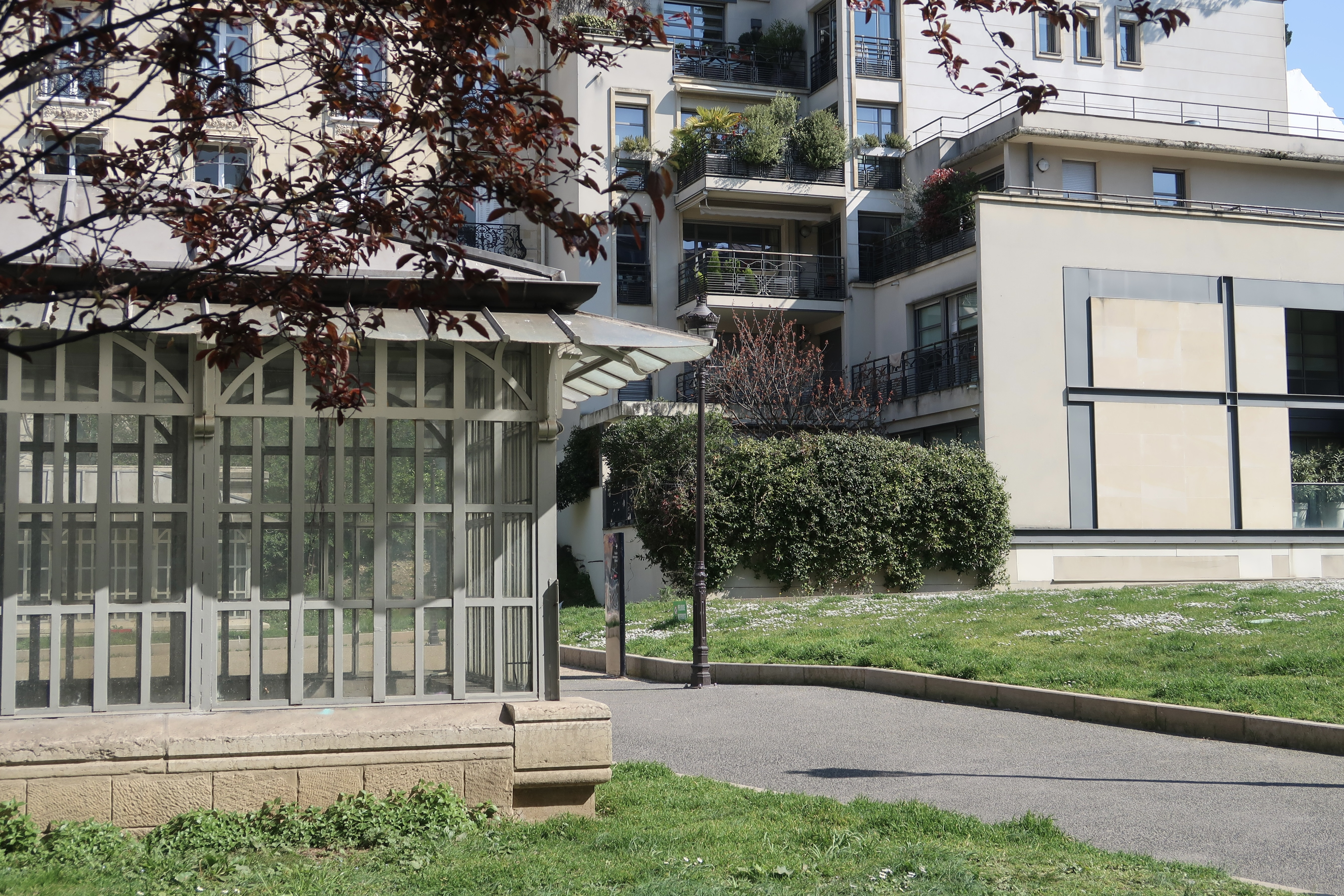

## Service des voyageurs

### Desserte
Elle est desservie par les trains de la ligne C du réseau express régional d'Île-de-France parcourant la branche C1.

### Intermodalité
La gare est en correspondance directe avec la station La Muette de la ligne 9 du métro, accessible grâce à un souterrain.
Par ailleurs, la gare est desservie par les lignes 22, 32, 52 et 70 du réseau de bus RATP et, la nuit, par la ligne N53 du réseau de bus Noctilien.

### Accès
La gare dispose de deux accès piéton rue de Boulainvilliers, de part et d'autre du bâtiment central, ainsi que d'un autre villa des Guignières.

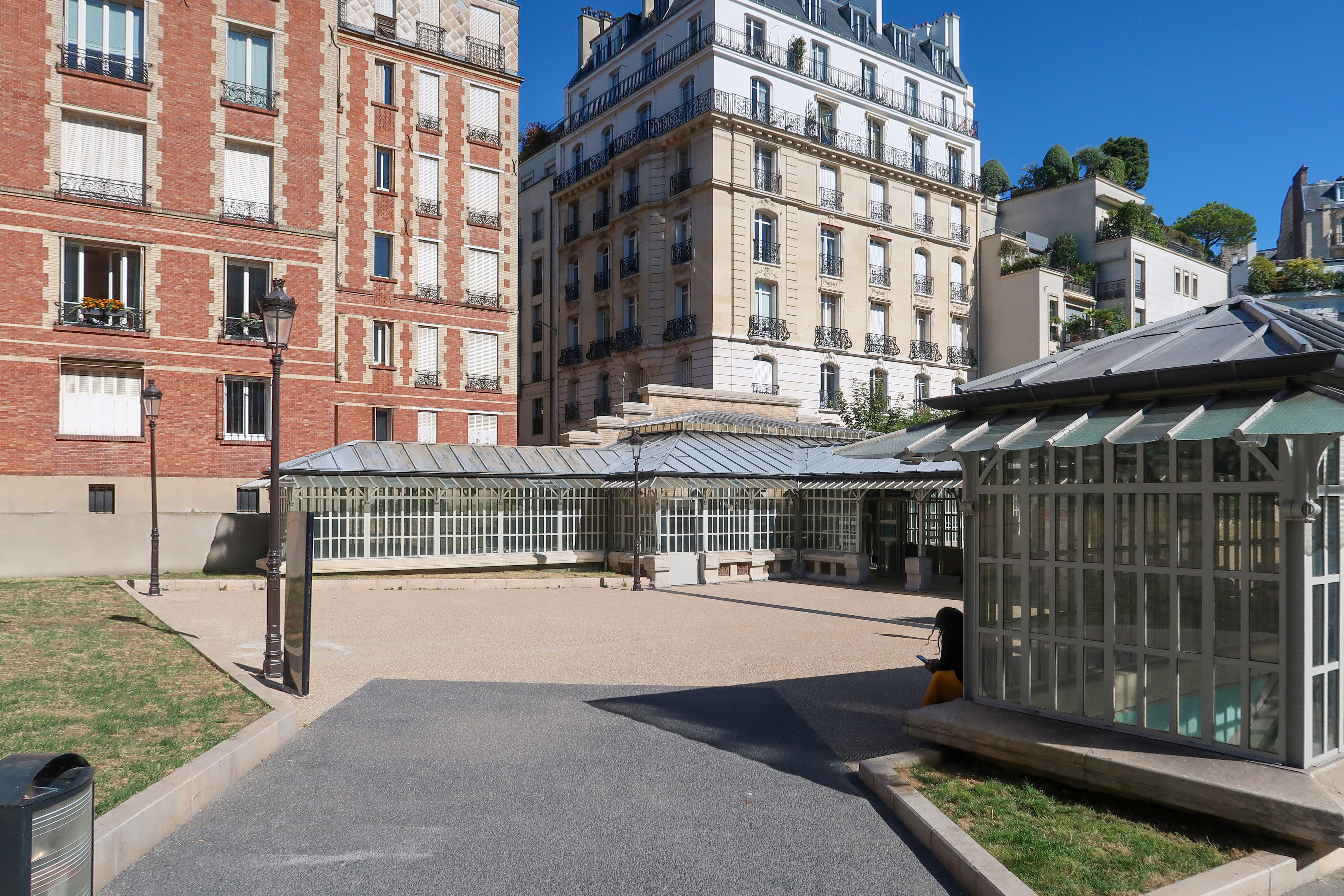
Pavillons d'accès principaux.
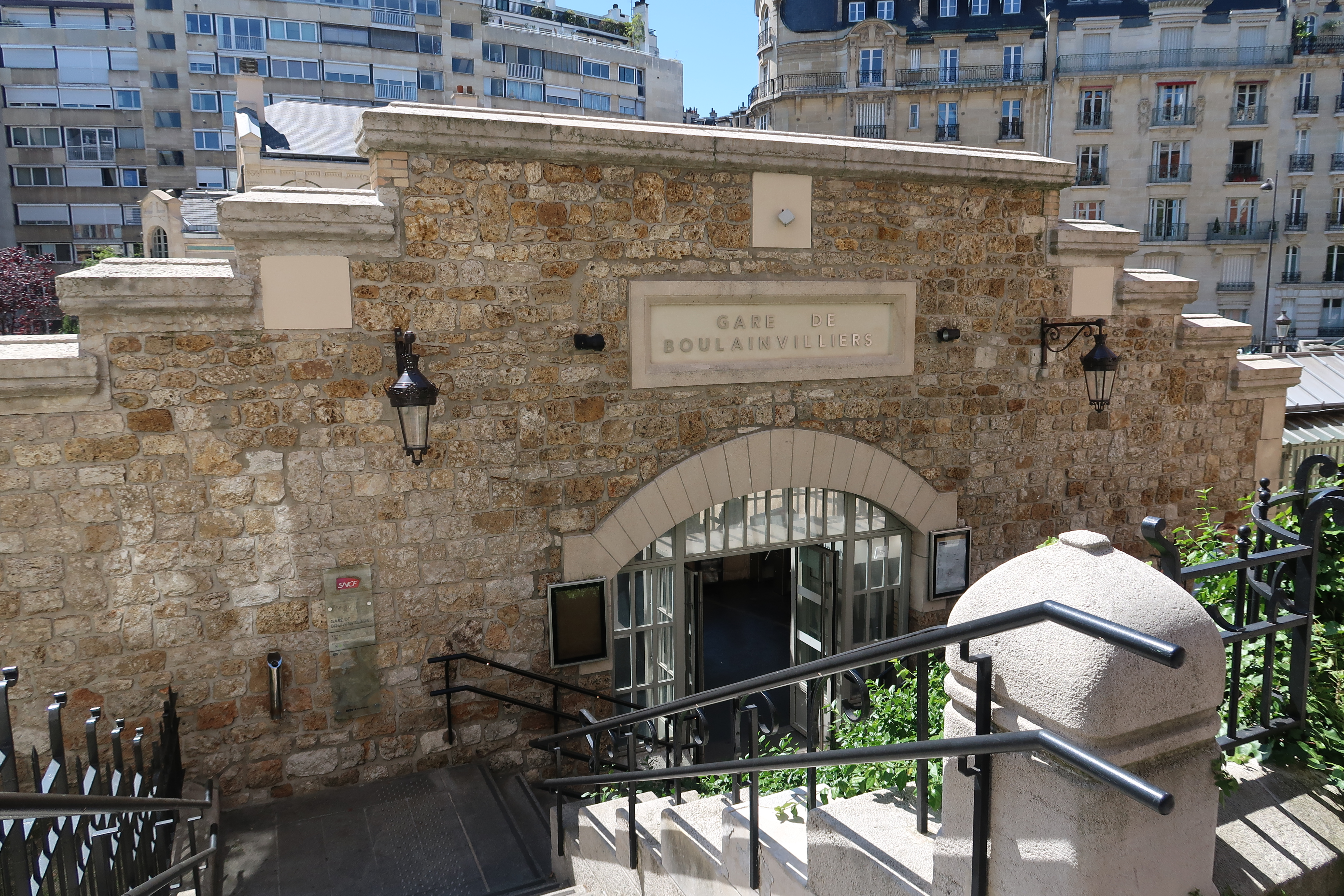
Accès par la villa des Guignières.
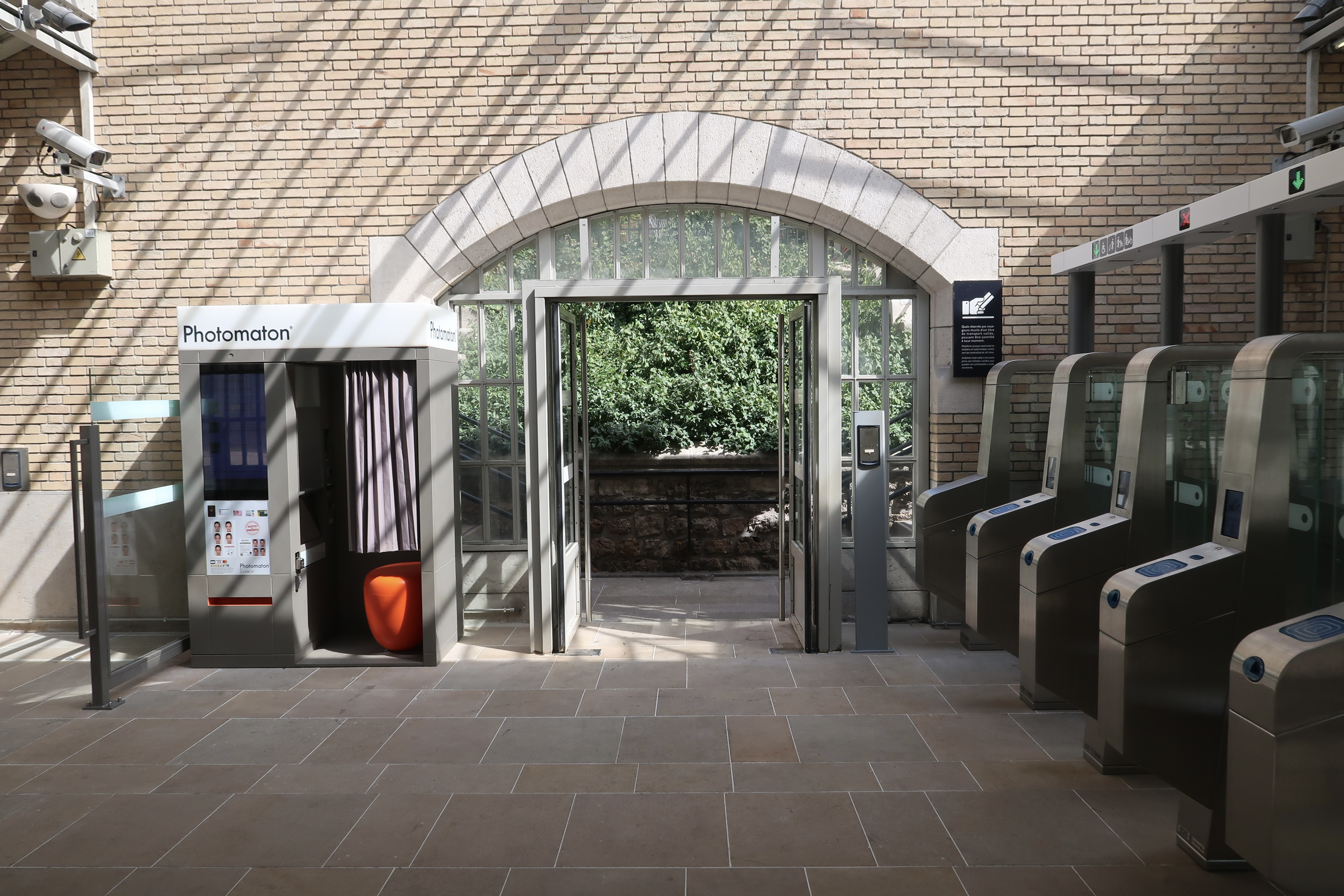
Portiques.